# واری، دیر بالا
واری (به انگلیسی: Wari) یک منطقهٔ مسکونی در پاکستان است که در خیبر پختونخوا واقع شده‌است.